# メディアフォース
株式会社メディアフォースは、かつて活動していた日本の芸能事務所。主に声優のマネージメントを行っていた。

## 概要
アニメーション、音響制作会社のドリーム・フォースの関連会社として2001年1月16日に設立。設立当初はアクアライトという社名だったが、2003年12月1日に有限会社メディアフォースに改名、2012年4月に関連会社の株式会社整音スタジオと合併して現商号に変更した。オフィス野沢が2012年4月30日に廃業するにあたって、オフィス野沢から野沢雅子、千葉千恵巳を除く大半の役者とスタッフが移籍している。
しかし、経営面は厳しい状況が続き、2014年1月末で声優事業部を閉鎖して声優との契約を解除、同年2月25日の帝国データバンク及び東京商工リサーチの情報で、2月23日付で事業を停止し、東京地方裁判所へ自己破産を申請する意向と伝えられた。負債はメディアフォースが約5000万円、ドリーム・フォースが約1億円とされる。メディアフォースとドリーム・フォースの2社は、同年7月16日に東京地方裁判所から破産手続開始決定を受けた。

## かつて所属していた主な声優

### 男性
| あ行 - 石川和之（現所属：アミュレート） - 岩田安宣（現所属：パワー・ライズ） - 大内貴弘（現所属：劇団ムーンライト） - 大友直人（フリー） - 鬼塚真吾（フリー） か行 - 加藤清司（現所属：アミュレート） - 亀山雄慈（現所属：WITH LINE） - 川原元幸（現所属：ベストポジション） - 小林達也（現所属：アミュレート） - 古宮吾一 さ行 - 斎藤寛仁（現所属：アミュレート） - 阪田智靖（現所属：シーラカンス・ファクトリー） - 佐藤広太 - 佐藤友啓（現所属：アミュレート） - 柴田創一郎（現所属：マリエ・エンタープライズ） - 清水一貴 - 鈴木貴征 - 須藤翔 - 砂山哲英（フリー） - 十河圭祐 | た行 - 髙橋孝治（現所属：賢プロダクション） - 高橋祐斗 - 千葉優輝（現所属：オフィス薫） - 出村貴（現所属：Jac in production） - 土門仁（現所属：リル・ポータ） な行 - 中博史（現所属：賢プロダクション） - 仲野裕（現所属：懸樋プロダクション） - 永野善一（現所属：マウスプロモーション） - 野川雅史（現所属：プロダクション・エース） は行 - 東久仁彦 - 平川大輔（フリー） - 藤野裕規（フリー） - 藤原貴弘（現所属：賢プロダクション） - 細川祥央（現所属：アミュレート） | ま行 - 松本ヨシロウ（現所属:ハニカムエンターテイメント） - 三浦博和（フリー） - 宮本克哉（現所属：アクセント） - 麦人（現所属：じゃがいも村） や行 - 矢口雄（現所属：アミュレート） - 谷内健（現所属：アミュレート） - 山川敦也 - 横山遵（現所属：WITH LINE） わ行 - 渡邉太一 - をはり万造（ベストポジションに移籍後死去） |

### 女性
| あ行 - 紅波柚香 - 有賀由樹子（現所属：プロダクション・エース） - 市川ひかる（現所属：ネクシード） - 伊藤麻衣（現所属：Jac in production） - 井上彩名 - いのこざゆき - 大井麻利衣（現所属：81プロデュース） - 大倉彩（フリー） - 大村歌奈（フリー） - 大山早稀（フリー） - 小田真由美（現所属：アミュレート） か行 - 加藤有生子（フリー） - 神田清夏（フリー） - 国吉美奈子（現所属：アミュレート） - 小林さとみ（現所属：アミュレート） | さ行 - 酒井玲（現所属：INSPIONエージェンシー） - 笹本優子（現所属：アプトプロ） - 重松朋（フリー） - 清水涼子 - 白井真木（現所属：プロダクション・タンク） - ジェーニャ（現所属：ケイハイブ） - 角春明日香（現所属：ウォークスオペラ） た行 - 高岡香（現所属：アクロス エンタテインメント） - 髙田奈央美 - 竹内絢子（現所属：ピアレスガーベラ） - 田崎由美子 - 多田このみ（現所属：アミュレート） - 土谷麻貴（現所属：トイプリッズ業務提携） - 天神有海（フリー） - 徳留しづか（現所属：スリートゥリー） - 得本綾（フリー） - 戸田亜紀子（現所属：アミュレート） な行 - 野瀬碧里（現所属：アミュレート） | は行 - 日比野朱里（フリー） - 藤井アユ美（現所属：NMEファクトリー） - 藤井麻衣 - 藤咲かおり（フリー） - 藤田昌代（フリー、AIR AGENCYと業務提携） - ふじたれいこ（現所属：キャロットハウス） - 堀越知恵 ま行 - 前川優子 - 松村宏美（フリー） - 水谷ケイコ - 水原薫（フリー） - 水間まき（フリー） - 三井好美（現所属：アミュレート） - 峰岸由香里（現所属：ベストポジション） - 宮崎智栄子（現所属：プロダクション・エース） - 宮島依里（現所属：懸樋プロダクション） - 宮本茉奈 - 村田知沙（フリー） - 森うたう（現所属：水の輪、伽羅主宰） - 森永麻衣子（現所属：三木プロダクション） や〜わ行 - 雪絵玲那（現所属：咲プロダクション） - 吉田小百合（現所属：アミュレート） - 和田みちる（フリー） |

## スタッフ
- 吉田理保子 - マネージャー、元声優。以前はオフィス野沢のマネージャー、現在はディーカラーのキャスティングコーディネイター

## 関連会社

### 整音スタジオ
株式会社整音スタジオ（せいおんスタジオ）は、かつて東京都新宿区に存在した録音スタジオ。
元々は貸しスタジオとして利用されており、『ドラえもん』や『機動戦士ガンダム』などのテレビアニメの収録や『うる星やつら』などのオーディションなどが行われていた。
前述の通り、2012年にメディアフォースと合併しており、同社が事業を停止してから数ヶ月後の2014年4月末時点では閉鎖されている。

### その他
- 有限会社 ドリーム・フォース
- メディアフォース養成所（2014年4月よりドリーム・フォース ボイス アクターズスクールに変更）

#### 広報資料・プレスリリースなど一次資料
1. ↑  “オフィス野沢”. 2012年4月4日時点のオリジナルよりアーカイブ。2012年3月31日閲覧。